# Alfred Schütz
Alfred Schütz (Viena, 13 d'abril de 1899 - Nova York, 20 de maig de 1959) fou un filòsof i sociòleg austríac.
Alfred Schütz tractà d'aplicar la fenomenologia als estudis sociològics a partir dels treballs d'Edmund Husserl i Max Weber. L'any 1932 publicà "Der sinnhafte Aufbau der sozialen Welt" ("La construcció significativa del Món social"). Schütz es preocupa pel coneixement quotidià i el sentit comú.
Ha influït enormement en el treball dels sociòlegs de finals del segle xx. La seva empremta és notable en el treball de Berger i Luckmann "The social construction of reality" ("La construcció social de la realitat")